# Сингх, Йогиндер
Сардар Йогиндер Сингх Бхачу (9 февраля 1932, Керичо — 20 октября 2013, Лондон) — раллийный автогонщик, участвовал в раллийных гонках в 1960-е и 1970-е годы. Выиграл Ралли Сафари три раза, в 1965 году с его братом Джасвантом Сингхом в качестве штурмана на Volvo PV544 Sport, а в 1974 и 1976 на Mitsubishi Lancer (эти два ралли входили в календарь чемпионата мира).

## История

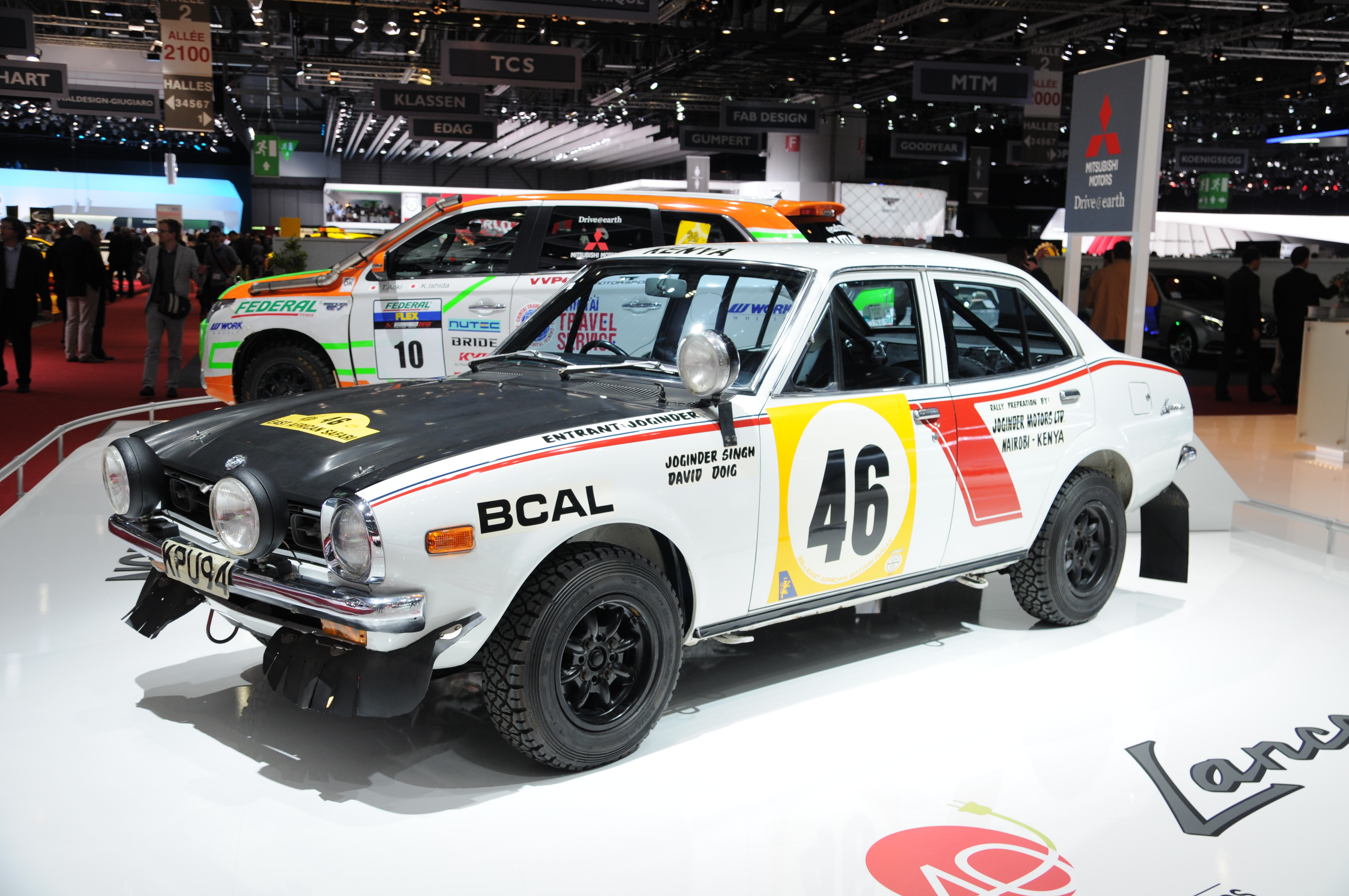
Mitsubishi Lancer 1600 GSR на котором Йогиндер Сингх выиграл Ралли Сафари-1974

Йогиндер старший ребенок из десяти в семье Сардара Баттана Сингха и Сардарни Сваран Каур. Он получил образование в школе-интернате в Найроби. Первым знакомством с автомобилями для Йогиндера стала работа «мальчиком подающим ключи» в авто мастерской своего отца, когда он повзрослел и набрался опыта он работал автомехаником во многих ремонтных организациях. Позже он стал первым патрульным в Королевской Автомобильной Ассоциации Восточной Африки в 1958 году.
Первый трёхкратный победитель Ралли Сафари, он получил на родине прозвище «Летающий Сингх» за его подвиги за рулем. Шекхар Мехта повторил и превзошёл это достижение.
У Йогиндера более шестидесяти побед в Африке. В первенствах Кении, Уганды и Танзании. Он был дважды признан Лучшим гонщиком Кении в 1970 и 1976 годах. В 1976 году Сингх в последний раз выиграл этап чемпионата мира по ралли (Ралли Сафари), при этом он стал самым возрастным победителем этапов WRC в истории на тот момент (в возрасте 44 года и 70 дней, этот рекорд был побит только в 1987-м Ханну Микколой).
После выхода на пенсию в 1980-х годах Йогиндер обосновался в Великобритании. Он умер от сердечной недостаточности в Лондоне 20 октября 2013 года, в возрасте 81 год.

## Победы в крупных международных ралли
| # | Этап         | Сезон | Штурман        | Автомобиль  |
| - | ------------ | ----- | -------------- | ----------- |
| 1 | Ралли Сафари | 1965  | Джасвант Сингх | Volvo PV544 |

## Победы в чемпионате мира по ралли
| # | Этап         | Сезон | Штурман    | Автомобиль                 |
| - | ------------ | ----- | ---------- | -------------------------- |
| 1 | Ралли Сафари | 1974  | Дэвид Дойг | Mitsubishi Colt Lancer     |
| 2 | Ралли Сафари | 1976  | Дэвид Дойг | Mitsubishi Lancer 1600 GSR |